# Filosoffernes fodboldkamp
Filosoffernes Fodboldkamp er en sketch af komikergruppen Monty Python. Sketchen viser en fodboldkamp på Olympiastadion München i 1972. De to hold består af filosoffer fra Grækenland og Tyskland. Med i sketchen er blandt andet Aristoteles (John Cleese), Sokrates (Eric Idle), G.W.F. Hegel (Graham Chapman), Friedrich Nietzsche (Michael Palin), Karl Marx (Terry Jones) og Immanuel Kant (Terry Gilliam).
Kampen dømmes af Konfutse, mens Thomas Aquinas og Augustin af Hippo er linievogtere. Begge linievogtere bærer en halo. Den tyske manager er Martin Luther. 
Da kampen fløjtes i gang, begynder filosofferne straks at fordybe sig i deres teorier imens de går rundt på plænen. Bolden bliver liggende uberørt på midten af banen, og Franz Beckenbauer, som er den eneste egentlige fodboldspiller på banen, er godt forvirret.
Første gang sketchen blev fremvist var i den anden episode af Monty Pythons Flyvende Cirkus.

## Kampens udfald
Friedrich Nietzsche modtager et gult kort efter en diskussion med Konfutse (dommeren), hvori han beskylder ham ikke at besidde nogen fri vilje. Ludwig Wittgenstein bliver afløst af en kampklar Karl Marx, men dette bringer ikke tyskerne videre. I det sidste minut af kampen råber Arkimedes pludselig "Heurika!" og giver grækerne besked om at bruge fodbolden. Sokrates scorer det eneste mål i kampen på et hovedstød, som Arkimedes lægger op til. Ved kampens ende prøver tyskerne at få målet annulleret; Hegel argumenterer for, at virkeligheden kun er en a priori tillæggelse til den ikke-naturalistiske etik; Kant benytter det kategoriske imperativ og siger at målet rent ontologisk kun eksisterer i forestillingen, og Marx påstår at Sokrates var offside.

## Opstilling
| Tyskland                                           | Grækenland            |
| -------------------------------------------------- | --------------------- |
| Gottfried Leibniz                                  | Platon                |
| Immanuel Kant                                      | Epictetus             |
| Georg "Nobby" Hegel (Anfører)                      | Aristoteles           |
| Arthur Schopenhauer                                | "Chopper" Sofokles    |
| Friedrich Schelling                                | Empedocles af Acragas |
| Franz Beckenbauer                                  | Plotin                |
| Karl Jaspers                                       | Epikur                |
| Karl Schlegel                                      | Heraklit              |
| Ludwig Wittgenstein                                | Demokrit              |
| Friedrich Nietzsche                                | Sokrates (Anfører)    |
| Martin Heidegger                                   | Arkimedes             |
| Karl Marx - udskifter Wittgenstein i anden halvleg |                       |

(Ludwig Wittgenstein kommer oprindeligt fra Østrig.)

## Filosoffernes Fodboldkamp 2010
Inspireret af Monty Pythons berømte sketch, og med fuld opbakning fra de nulevende Pythons, blev Filosoffernes Fodboldkamp genafholdt søndag den 9. maj i år (2010) på Wingate & Finchleys Harry Abrahams stadion, i det nordlige London.
Ideen bag denne historiske reprise af den originale sketch kommer fra "The Philosophy Shop", som er en special udbyder af uddannelse for børn i folkeskolen. Gruppen arbejder på at få universitetsuddannede filosoffer til at give praktisk filosofiundervisning til børn mellem 5 og 11 år, som et led i at give børnene en bedre forståelse for logisk slutning.
Filosoffen A. C. Grayling og den tidligere træner for det engelske fodboldlandshold, Graham Taylor, stod i spidsen for Filosoffernes fodboldkamp. Spillerne var komikerne Mark Steel, Tony Hawks, Arthur Smith og Ariane Sherine. Dertil kommer filosofferne Julian Baggini, Nigel Warburon, Simon Glendinning, Stephen Law, Angie Hobbs og Mark Vernon, plus andre akademikere fra diverse universiteter rundt om i verden. Kampen bliver støttet af sociologen og Radio 4 værten for "Thinking Allowed" Laurie Taylor, BBCs John Humphrys, og forfatteren Anthony Seldon.